# O Caminho da Servidão

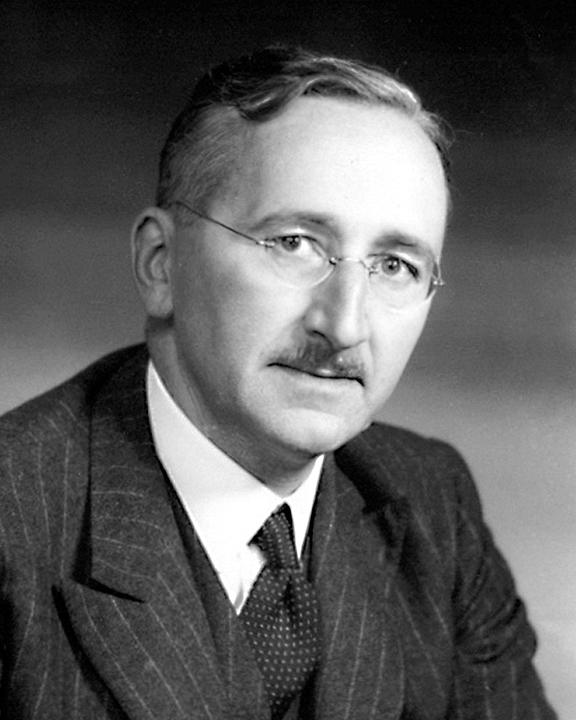
Friedrich Hayek

O Caminho da Servidão (em inglês: The Road to Serfdom) ou O Caminho para a Servidão (alemão : Der Weg zur Knechtschaft)  é um livro escrito por Friedrich Hayek, vencedor do prêmio Nobel de Economia de 1974, destacando-se como uma das obras de referência na defesa do liberalismo clássico ou liberalismo económico. É importante notar que, no prefácio da sua edição original, o autor admite que o conteúdo do livro é essencialmente político, e afirma desejar não disfarçá-lo sob o rótulo de filosofia social. O livro é considerado um dos 100 Livros Que mais Influenciaram a Humanidade
Foi um livro escrito entre 1940 e 1943 pelo economista e filósofo austríaco-britânico Friedrich Hayek. Desde sua publicação em 1944, influenciou a imaginação política de pensadores liberais conservadores e clássicos.  Foi traduzido para mais de 20 idiomas e vendeu mais de dois milhões de cópias (a partir de 2010). O livro foi publicado pela primeira vez na Grã-Bretanha pela editora Routledge em março de 1944, durante a Segunda Guerra Mundial, e foi bastante popular, levando Hayek a chamá-lo de "aquele livro inalcançável", também devido em parte ao racionamento de papel durante a guerra.  Foi publicado nos Estados Unidos pela University of Chicago Press em setembro de 1944 e alcançou grande popularidade. A pedido do editor Max Eastman, a revista americana Reader's Digest publicou uma versão resumida em abril de 1945, permitindo que  o livro alcançasse um público não acadêmico mais amplo.
Essa obra seria a edição popular do segundo volume do tratado de Hayek intitulado "O Abuso e Declínio da Razão",  e o título foi inspirado nos escritos do pensador liberal clássico francês do século XIX Alexis de Tocqueville sobre o "caminho da servidão".  No livro, Hayek "[avisa] sobre o perigo da tirania que inevitavelmente resulta do controle governamental da tomada de decisões econômicas através do planejamento central."  Ele argumenta ainda que o abandono do individualismo e do liberalismo clássico inevitavelmente leva a uma perda de liberdade, a criação de uma sociedade opressora, a tirania de um ditador e a servidão do indivíduo. Hayek desafiou a visão, popular entre os marxistas britânicos, de que o fascismo (incluindo o nazismo) era uma reação capitalista contra o socialismo. Ele argumentou que o fascismo, o nazismo e o socialismo tinham raízes comuns no planejamento econômico central e no fortalecimento do estado sobre o indivíduo.
Inicialmente escrito como uma resposta ao relatório escrito por William Beveridge, o político liberal e reitor da London School of Economics, onde Hayek trabalhava na época, o livro teve um impacto significativo no discurso político do século XX, especialmente conservador americano e econômico libertário e ao debate político, sendo hoje frequentemente citado por comentadores. Sujeitas a muita atenção, as ideias defendidas em O caminho da servidão foram criticadas e defendidas por muitos acadêmicos desde que o livro foi publicado.

## Publicação

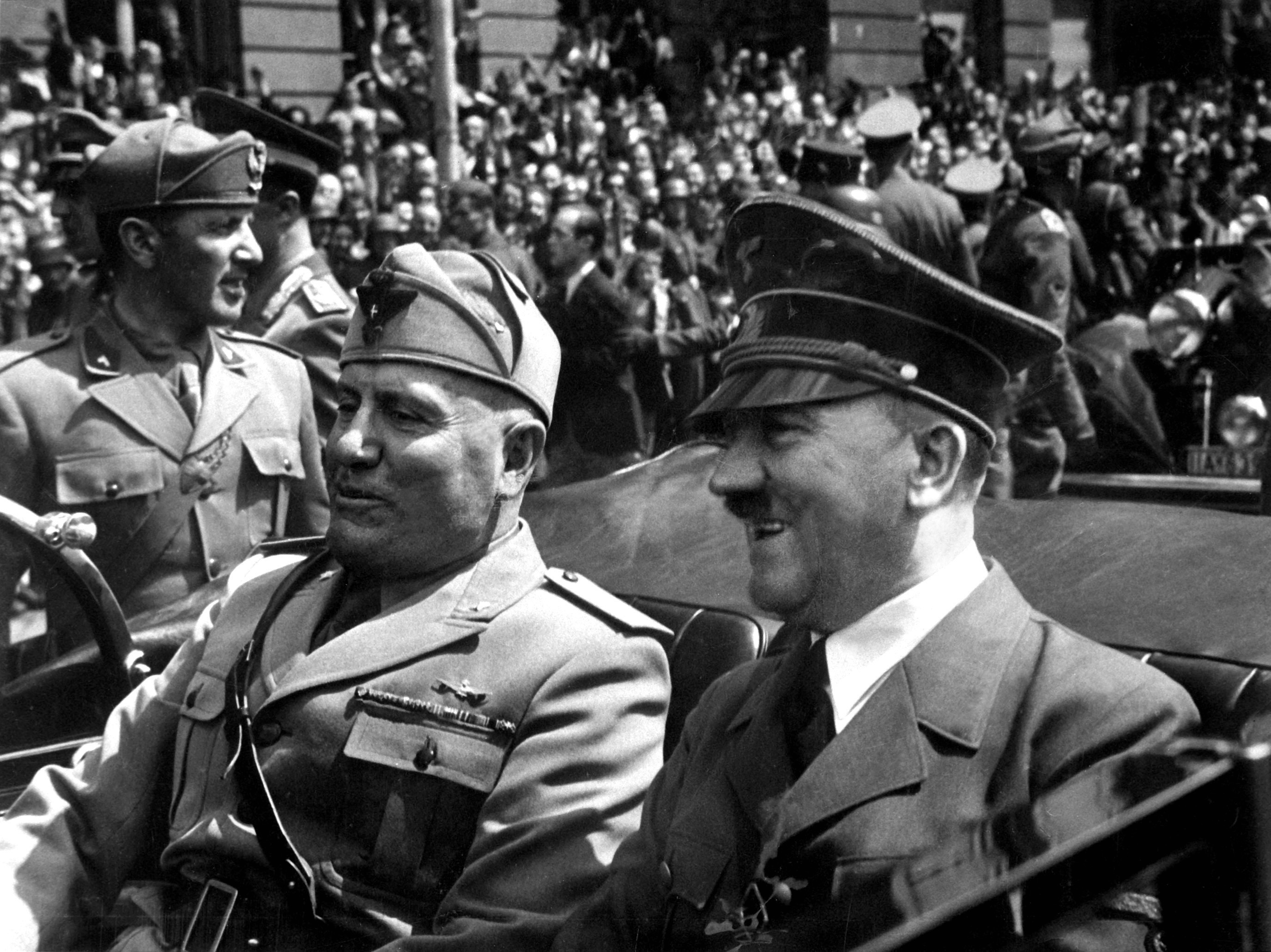
Hitler e Mussolini, em 1940, representantes de dois estados totalitários europeus, objetos da crítica de Hayek, o qual argumenta que a liberdade individual tende a diminuir com aumento do controle do Estado sobre a sociedade

Escrevendo na época da Grande Depressão, a ascensão das autocracias na Rússia, Itália e Alemanha, e a Segunda Guerra Mundial, Hayek escreveu um memorando ao diretor da London School of Economics, William Beveridge, no início dos anos 1930 para contestar a então afirmação popular de que o fascismo representava o suspiro moribundo de um sistema capitalista falido. O memorando se transformou em um artigo de revista, e ele pretendia incorporar elementos do artigo em um livro muito maior do que em "O caminho da servidão" . No entanto, ele finalmente decidiu escrever O caminho da servidão como seu próprio livro.
O livro foi originalmente publicado para um público britânico pela Editora Routledge em março de 1944 no Reino Unido. O livro foi posteriormente rejeitado por três editoras nos Estados Unidos, e foi somente depois que o economista Aaron Director conversou com amigos da Universidade de Chicago que o livro foi publicado nos EUA pela editora da Universidade de Chicago em 18 de setembro de 1944.  A expectativa da editora americana era que o livro vendesse entre 900 e 3.000 exemplares. Mas a tiragem inicial de 2.000 cópias foi rapidamente esgotada e 30.000 cópias foram vendidas em seis meses. Em 2007, a editora da Universidade de Chicago estimou que mais de 350.000 cópias foram vendidas.
Uma versão de 20 páginas do livro foi então publicada na edição de abril de 1945 da Reader's Digest,  com uma tiragem de vários milhões de cópias. Uma versão resumida de 95 páginas também foi publicada em 1945 e 1946. Em fevereiro de 1945, uma versão em livro ilustrado foi publicada na revista Look , posteriormente transformada em panfleto e distribuída pela General Motors. O livro foi traduzido para aproximadamente 20 idiomas e é dedicado "Aos socialistas de todos os partidos ". A introdução à edição do 50º aniversário é escrita por Milton Friedman (outro destinatário doPrêmio Nobel de Economia 1976). Em 2007, a editora da Universidade de Chicago publicou uma "Edição Definitiva", Volume 2. na série Collected Works of FA Hayek . Em junho de 2010, o livro alcançou nova popularidade ao chegar ao topo da lista de best-sellers da Amazon.com após uma extensa cobertura do livro no The Glenn Beck Program. Desde essa data, vendeu mais 250.000 exemplares em suas edições impressa e digital.

## Síntese da obra

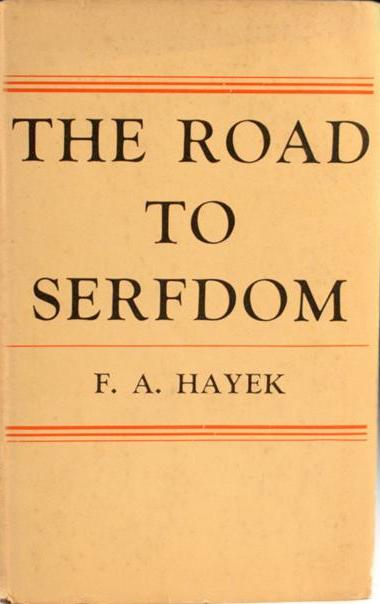
Capa do livro de Hayek (em inglês), no qual o autor argumenta que quanto maior o controle do estado sobre a economia, menor será a liberdade individual, ainda assim, reconhecendo a necessidade de um estado mínimo capaz de assegurar a estabilidade social

Hayek argumenta que as democracias ocidentais , incluindo o Reino Unido e os Estados Unidos , "abandonaram progressivamente essa liberdade em assuntos econômicos sem a qual a liberdade pessoal e política nunca existiu no passado".  A sociedade erroneamente tentou garantir a prosperidade contínua por meio de planejamento centralizado, o que inevitavelmente leva ao totalitarismo. "Na verdade, nos comprometemos a dispensar as forças que produziram resultados imprevistos e substituir o mecanismo impessoal e anônimo do mercado pela direção coletiva e 'consciente' de todas as forças sociais para objetivos deliberadamente escolhidos." O socialismo, embora apresentado como meio de assegurar a igualdade, o faz por meio de "contenção e servidão", enquanto "a democracia busca a igualdade na liberdade".  O planejamento, por ser coercitivo, é um método inferior de regulação, enquanto a competição de um livre mercado é superior "porque é o único método pelo qual nossas atividades podem ser ajustadas umas às outras sem intervenção coercitiva ou arbitrária da autoridade ".
O planejamento centralizado é inerentemente antidemocrático na visão de Hayek, porque requer "que a vontade de uma pequena minoria seja imposta ao povo".  O poder dessas minorias de agir tomando dinheiro ou propriedade em busca de objetivos centralizados destrói o Estado de Direito e as liberdades individuais.  Onde há planejamento centralizado, "o indivíduo se tornaria mais do que nunca um mero meio, a ser usado pela autoridade a serviço de abstrações como o ' bem social ' ou o 'bem da comunidade'".  Mesmo os muito pobres têm mais liberdade pessoal em uma sociedade aberta do que em uma planejada centralmente.  ", a sanção final de uma economia planejada é o carrasco."  O socialismo é um sistema hipócrita, porque seus objetivos humanitários declarados só podem ser colocados em prática por métodos brutais "que a maioria dos socialistas desaprova" . também requerem propaganda eficaz, para que as pessoas acreditem que os objetivos do Estado são seus.

Hayek argumenta que as raízes do nacional-socialismo (nazismo) estão no socialismo,  e então traça paralelos com o pensamento dos líderes britânicos:
A crescente veneração pelo Estado, a admiração do poder e da grandeza pela grandeza, o entusiasmo pela "organização" de tudo (agora chamamos isso de "planejamento") e essa "incapacidade de deixar qualquer coisa ao simples poder do orgânico crescimento" ... são todos pouco menos marcantes na Inglaterra agora do que eram na Alemanha.
Hayek acreditava que, após a Segunda Guerra Mundial, "a sabedoria na administração de nossos assuntos econômicos será ainda mais importante do que antes e que o destino de nossa civilização dependerá, em última análise, de como resolvermos os problemas econômicos que enfrentaremos".  A única chance de construir um mundo decente é "melhorar o nível geral de riqueza" por meio das atividades dos mercados livres.  Ele via a organização internacional como uma ameaça à liberdade individual.  Ele concluiu: "O princípio orientador de que uma política de liberdade para o indivíduo é a única política verdadeiramente progressista permanece tão verdadeiro hoje quanto era no século XIX."

### O papel do governo
Embora Hayek acreditasse que a intervenção do governo nos mercados levaria a uma perda de liberdade, ele reconheceu um papel limitado para o governo realizar tarefas para as quais ele acreditava que os mercados livres não eram capazes:
O uso bem-sucedido da competição como princípio de organização social exclui certos tipos de interferência coercitiva na vida econômica, mas admite outros que às vezes podem auxiliar consideravelmente seu trabalho e até exigem certos tipos de ação governamental.

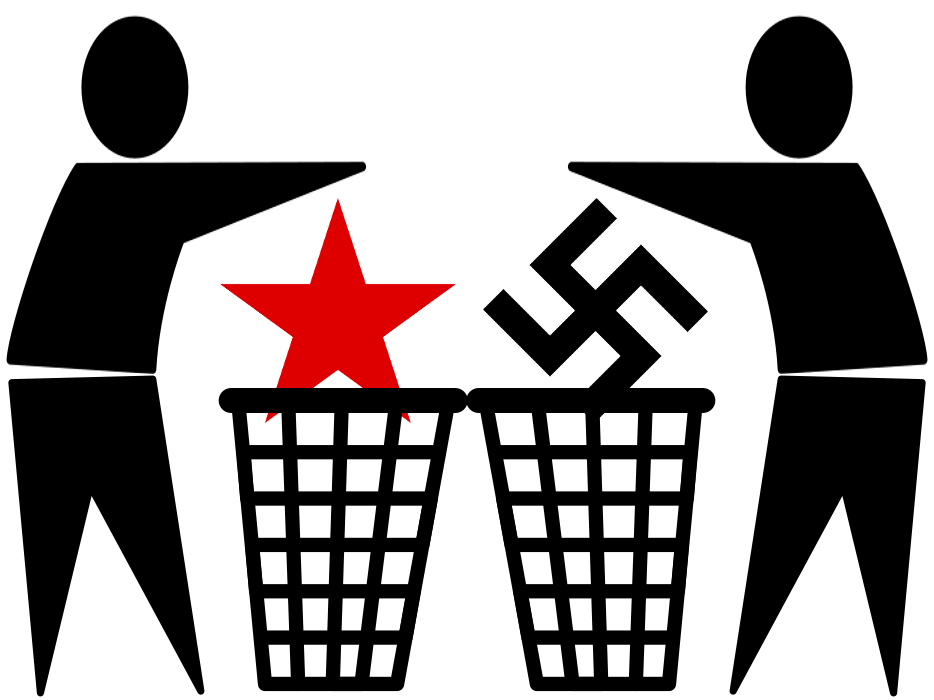
Hayek criticava tanto o facismo quanto o socialismo/comunismo, identificando-os como ideologias coletivistas que restringiam em demasia a liberdade individual

Enquanto Hayek se opõe a regulamentações que restringem a liberdade de entrar em um comércio, ou comprar e vender a qualquer preço, ou controlar quantidades, ele reconhece a utilidade de regulamentações que restringem os métodos legais de produção, desde que sejam aplicadas igualmente a todos e não utilizado como forma indireta de controle de preços ou quantidades, e sem esquecer o custo de tais restrições:
Proibir o uso de certas substâncias venenosas, ou exigir precauções especiais em seu uso, limitar as horas de trabalho ou exigir certas medidas sanitárias, é totalmente compatível com a preservação da concorrência. A única questão aqui é se no caso particular as vantagens obtidas são maiores do que os custos sociais que elas impõem. 
Ele observa que existem certas áreas, como o meio ambiente, onde atividades que causam danos a terceiros (conhecidas pelos economistas como " externalidades negativas ") não podem ser efetivamente reguladas apenas pelo mercado:
Nem certos efeitos nocivos do desmatamento, de alguns métodos de cultivo, ou da fumaça e do barulho das fábricas, também não podem ser confinados ao proprietário da propriedade em questão, ou àqueles que desejam se submeter ao dano por uma compensação acordada.
O governo também tem um papel na prevenção de fraudes :
Mesmo o pré-requisito mais essencial para seu bom funcionamento [do mercado], a prevenção de fraudes e enganos (incluindo a exploração da ignorância), fornece um grande e de modo algum totalmente realizado objeto de atividade legislativa.
O governo também tem um papel na criação de uma rede de segurança:
Não há razão para que, em uma sociedade que atingiu o nível geral de riqueza que a nossa, o primeiro tipo de segurança não deva ser garantido a todos sem pôr em perigo a liberdade geral; isto é: algum mínimo de comida, abrigo e vestuário, suficiente para preservar a saúde. Tampouco há qualquer razão para que o Estado não deva ajudar a organizar um sistema abrangente de seguro social para prover aqueles riscos comuns da vida contra os quais poucos podem fazer provisão adequada.
Ele conclui: "Em nenhum sistema que pudesse ser racionalmente defendido, o Estado simplesmente não faria nada."
Desde a publicação, Hayek ofereceu vários esclarecimentos sobre palavras que são frequentemente mal interpretadas:
- "Socialismo", como Hayek o usou, refere-se ao socialismo de estado e é usado para significar controle estatal da economia, não um estado de bem-estar.[10]
- "Ideais liberais clássicos", significa liberdade, liberdade e direitos individuais, como Hayek os entendia.[18]

## Recepção

### Impacto
Em 2007, a editora da Universidade de Chicago estimou que mais de 350.000 cópias do livro foram vendidas.  Ele aparece na lista de Martin Seymour-Smith dos 100 livros mais influentes já escritos, e ficou em primeiro lugar em Human Events: Top Ten Books Every Republican Congressian Should Read in 2006. Foi influente o suficiente para merece menção durante as eleições gerais britânicas de 1945, quando, de acordo com Harold Macmillan, Winston Churchill foi "estimulado em suas apreensões [de um governo trabalhista ] lendo "O caminho da servidão", do professor Hayek " quando ele alertou em uma transmissão eleitoral em 1945 que um sistema socialista "teria que recorrer a alguma forma de Gestapo (polícia politica de repressão no Nazismo)". O líder trabalhista Clement Attlee respondeu em sua transmissão eleitoral alegando que o que Churchill havia dito era a "versão de segunda mão das opiniões acadêmicas de um professor austríaco, Friedrich August von Hayek".  O Escritório Central Conservador sacrificou 1,5 tonelada de sua preciosa ração de papel alocada para a eleição de 1945 para que mais cópias de O caminho da servidão pudessem ser impressas, embora sem sucesso, pois os trabalhistas obtiveram uma vitória esmagadora.

O historiador político Alan Brinkley disse o seguinte sobre o impacto da obra: 
A publicação de dois livros... ajudou a galvanizar as preocupações que começavam a surgir entre os intelectuais (e muitos outros) sobre as implicações do totalitarismo . Um deles foi The Revolução Gerencial,  de James Burnham ... [Um segundo] O caminho da servidão, de  Friedrich A. Hayek  ... foi muito mais controverso — e influente. Ainda mais do que Burnham, Hayek forçou no discurso público a questão da compatibilidade entre democracia e estatismo ... Ao responder a Burnham e Hayek ... os liberais [no sentido estatista deste termo usado por alguns nos Estados Unidos] estavam de fato respondendo a uma poderosa corrente de anti-estatismo jeffersoniana na cultura política americana ... O resultado foi uma mudança sutil, mas importante, no pensamento liberal [isto é, estatista americano].

### Avaliações
O Caminho da Servidão tem sido objeto de muitos elogios e muitas críticas. Foi colocado em quarto lugar na lista dos 100 melhores livros de não-ficção do século XX  compilada pela revista National Review , ficou em 16º lugar nas seleções de leitores dos cem melhores livros de não-ficção do século XX administrados pela Modern Library ,  e aparece em uma lista de leitura recomendada para a direita libertária hospedada no site de testes Political Compass.
John Maynard Keynes disse sobre isso: "Na minha opinião, é um grande livro... Moral e filosoficamente, eu me vejo de acordo com praticamente todo o livro: e não apenas de acordo com ele, mas em profundo acordo."  No entanto, Keynes não achava que a filosofia de Hayek fosse de uso prático ; isso foi explicado mais tarde na mesma carta, comentando: "O que precisamos, portanto, em minha opinião, não é uma mudança em nossos programas econômicos, que só levaria na prática à desilusão com os resultados de sua filosofia; mas talvez até o contrário , ou seja, uma ampliação deles. Seu maior perigo à frente é o provável fracasso prático da aplicação de sua filosofia nos Estados Unidos."
George Orwell respondeu com elogios e críticas, afirmando: "na parte negativa da tese do professor Hayek há muita verdade. Não se pode dizer com muita frequência - de qualquer forma, não está sendo dito com frequência suficiente - que o coletivismo não é inerentemente democrático, mas, ao contrário, dá a uma minoria tirânica poderes como os inquisidores espanhóis nunca sonharam." No entanto, ele também alertou: "[Um] retorno à concorrência 'livre' significa para a grande massa de pessoas uma tirania provavelmente pior, porque mais irresponsável, do que a do Estado".
Milton Friedman descreveu tal obra como "um dos grandes livros do nosso tempo", e disse sobre isso:
Acho que o papel de Adam Smith foi desempenhado neste ciclo [ou seja, o colapso do socialismo no final do século XX, no qual a ideia de livre mercado teve sucesso primeiro e, em seguida, eventos especiais catalisaram uma mudança completa da política sociopolítica em países ao redor do mundo] pelo caminho da servidão de Friedrich Hayek.
Herman Finer, um socialista fabiano, publicou uma refutação em seu O caminho para a Reação em 1946. Hayek chamou o livro de Finer de "um espécime de abuso e injúria que provavelmente é único na discussão acadêmica contemporânea".
Em sua resenha (coletada em The Present as History, 1953), o marxista Paul Sweezy brincou que Hayek faria você acreditar que, se houvesse uma superprodução de carrinhos de bebê, os planejadores centrais ordenariam que a população tivesse mais bebês em vez de simplesmente armazenando o excesso temporário de vagões e diminuindo a produção para o próximo ano. Os argumentos cibernéticos de Stafford Beer em suas "Massey Lectures, Designing Freedom"  – que o planejamento adaptativo inteligente pode aumentar a liberdade – são de interesse a esse respeito, assim como o trabalho técnico de Herbert A. Simon e Albert Ando sobre a dinâmica de sistemas hierárquicos quase decomponíveis em economia – ou seja, que tudo em tal sistema não está firmemente acoplado a tudo o mais.
O economista do Mises Institute, Walter Block , observou criticamente que, embora O caminho da servidão tenha um forte argumento contra as economias centralmente planejadas, parece apenas morno em seu apoio a um sistema de livre mercado e capitalismo laissez-faire , com Hayek chegando ao ponto de dizer que "provavelmente nada prejudicou tanto a causa liberal quanto a insistente insistência de alguns liberais em certas regras práticas, sobretudo o princípio do capitalismo laissez-faire". No livro, Hayek escreve que o governo tem um papel a desempenhar na economia através do sistema monetário (uma visão que ele retirou mais tarde), regulação da jornada de trabalho, assistência social e instituições para o fluxo de informações adequadas. Através da análise desta e de muitas outras obras de Hayek, Block afirma que: "ao fazer o caso contra o socialismo, Hayek foi levado a fazer todo tipo de compromisso com o que de outra forma parecia ser sua própria perspectiva filosófica - tanto que, se um sistema foi erguido com base neles, não diferiria muito do que este autor explicitamente se opôs".

### Críticas
Jeffrey Sachs argumenta que a evidência empírica sugere que os estados de bem-estar social, com altas taxas de tributação e gastos sociais, superam as economias comparativamente de livre mercado.  William Easterly escreveu uma refutação criticando Sachs por deturpar o trabalho de Hayek e por criticar o livro sobre questões que ele realmente não abordava, como programas de bem-estar para idosos ou doentes, algo a que Hayek não se opunha inteiramente. Easterly observou que o Caminho para a Servidão era sobre os perigos do planejamento centralizado e nacionalização da indústria, incluindo a mídia. Na contra-refutação de Sachs, ele argumentou que estava abordando o prefácio de Hayek na adaptação de 1976, que afirmava que os esforços para criar estados de bem-estar em larga escala trariam a servidão, embora muito mais lentamente do que sob planejamento centralizado. Sachs citou os estados nórdicos que permaneceram economicamente livres e relativamente capitalistas, apesar de um grande estado de bem-estar social que Hayek estava errado sobre esses programas que levam à servidão.
Gordon Tullock argumentou que a análise de Hayek previu incorretamente que os governos em grande parte da Europa no final do século 20 cairiam no totalitarismo. Ele usa a Suécia , na qual o governo na época controlava 63% do Produto Interno Bruto, como exemplo para sustentar seu argumento de que o problema básico com O Caminho da Servidão é "que ofereceu previsões que se revelaram falsas. O avanço constante do governo em lugares como a Suécia não levou a nenhuma perda de liberdades não econômicas". Enquanto critica Hayek, Tullock ainda elogia a noção liberal clássica de liberdade econômica, dizendo: "Os argumentos para a liberdade política são fortes, assim como os argumentos para a liberdade econômica. Não precisamos fazer um conjunto de argumentos depender do outro".  No entanto, de acordo com Robert Skidelsky , Hayek "se protegeu de tal refutação retrospectiva". Skidelsky argumenta que o argumento de Hayek era contingente, e que, "na década de 1970 havia alguma evidência da ladeira escorregadia ... e então havia Thatcher. O aviso de Hayek desempenhou um papel crítico em sua determinação de 'reverter o estado'."
O sociólogo econômico Karl Polanyi apresentou um caso diametralmente oposto a Hayek, argumentando que os mercados irrestritos minaram a ordem social e que o colapso econômico abriu o caminho para o surgimento da ditadura.
Barbara Wootton escreveu Freedom under Planning  depois de ler uma cópia inicial do Caminho da Servidão, fornecida a ela por Hayek. Na introdução de seu livro, Wootton mencionoua obra de Hayek e afirmou que "muito do que escrevi é dedicado à crítica dos pontos de vista apresentados pelo professor Hayek neste e em outros livros".  O argumento central feito em Freedom under Planning (liberdade e planejamento) é que "não há nada no planejamento consciente de prioridades econômicas que seja inerentemente incompatível com as liberdades que mais significam para o inglês ou americano contemporâneos. Liberdades civis permanecem bastante inalteradas. Podemos, se desejarmos, planejar deliberadamente de modo a dar o escopo mais amplo possível para a busca por indivíduos e grupos sociais de fins culturais que não são de forma alguma determinados pelo Estado."  
Wootton critica Hayek por afirmar que o planejamento deve conduzir à opressão, quando, em sua opinião, essa é apenas uma possibilidade entre muitas. Ela argumenta que "não parece haver melhor argumento para admitir que o planejamento trará o pior para o topo do que para a suposição oposta de que os assentos dos cargos seja cheio de anjos". Assim, Wootton reconhece a possibilidade de que o planejamento possa coexistir com a tirania, mas afirma que é igualmente possível combinar planejamento com liberdade. Ela conclui que "um casamento feliz e frutífero entre liberdade e planejamento pode, em suma, ser arranjado".  No entanto, Frank Knight, fundador da escola de economia de Chicago , contesta a afirmação de que Freedom under Planning contradiz O caminho da servidão. Ele escreveu em uma resenha acadêmica do livro de Wootton: "Deixe-me repetir que o livro de Wootton não é, em nenhum sentido lógico, uma resposta ao Caminho para a servidão, o que quer que se possa pensar sobre a força do argumento de Hayek, ou a solidez de sua posição. "
Eric Zencey escreveu que a economia de livre mercado defendida por Hayek é projetada para um planeta infinito e, quando atinge limites físicos (como qualquer sistema em crescimento deve), o resultado é a necessidade de planejamento centralizado para mediar a problemática interface entre economia e natureza. “Planejamento é planejamento, seja feito para minimizar a pobreza e a injustiça, como os socialistas defendiam na época, ou para preservar o fluxo mínimo de serviços ecossistêmicos que a civilização exige, como estamos achando cada vez mais necessário hoje”.